# Benno Hoffmann
Pour les articles homonymes, voir Hoffmann.
Benno Hoffmann, nom de scène de Bernhard Adolf Bodmann (né le 30 mai 1919 à Süderbrarup, mort le 9 mars 2005 à Vomp) est un acteur et maître de ballet allemand.

## Biographie
Bernhard Adolf Bodmann naît hors mariage. La mère se marie plus tard et a déménagé à Essen, où son fils fait un apprentissage chez Friedrich Krupp AG de 1934 à 1936. Sa passion est le théâtre, c'est pourquoi il se forme au théâtre et à la danse de 1936 à 1939 à la Folkwangschule. À partir de 1939, il travaille comme danseur et maître de ballet entre autres aux Wuppertaler Bühnen, au Landestheater Coburg, où il travaille également comme metteur en scène d'opérette, au Deutsches Theater Göttingen, au Theater Bielefeld et au Badisches Staatstheater Karlsruhe. Après son service militaire dans la marine de 1941 à 1945 et d'autres engagements dans ces théâtres, il est employé comme premier danseur solo au Staatstheater am Gärtnerplatz de Munich pour la saison 1948-1949.
Hoffmann devient principalement acteur en 1951, avec des rôles comiques. Il est chanteur et danseur, en particulier dans les opérettes et les comédies musicales. Son rôle vedette est Alfred P. Doolittle dans My Fair Lady, qu'il joue plus de mille fois. Dans ce rôle et bien d'autres, il est dans de nombreuses tournées en Allemagne, en Autriche, en Suisse, au Luxembourg et en France.
À partir des années 1960, Hoffmann se fait connaître dans tout le pays grâce à de nombreux rôles au cinéma et à la télévision. Il joue dans plusieurs adaptations de romans d'Edgar Wallace ou est Paul Plaschke, le personnage publicitaire de Glücksspirale, la loterie de l'ARD, qui a sa propre série Trautes Heim en 1990. Hoffmann, incomparable avec sa silhouette forte et son crâne chauve et massif, est un acteur de télévision régulier jusqu'aux années 1990.
L'un de ses rôles les plus populaires est celui du gangster Cliff Fletcher dans le thriller Die Schlüssel, adaptation de Francis Durbridge, diffusé pour la première fois en janvier 1965. Il crée une tendance mode avec le manteau laqué noir qu'il porte dans ce téléfilm.
De plus, Hoffmann travaille dans le doublage entre 1955 et 1984. Il participe à des films de James Bond ou de Walt Disney.
Benno Hoffmann a deux fils et fait un troisième mariage avec l'actrice Anna Smolik en 1964. Benno Hoffmann meurt le 9 mars 2005 après une longue maladie à l'âge de 85 ans dans une maison de retraite médicalisée de son domicile autrichien, Vomp.

## Filmographie sélective
- 1955 : Die Barrings
- 1955 : Nacht der Entscheidung
- 1956 : Les Demi-sel (aussi réalisateur assistant)
- 1957 : Terminus amour (aussi réalisateur assistant)
- 1958 : Le Temps d'aimer et le Temps de mourir
- 1958 : Münchhausen in Afrika
- 1958 : Stefanie
- 1959 : Éva ou les Carnets secrets d'une jeune fille (aussi chorégraphe)
- 1959 : À bout de nerfs
- 1959 : 2× Adam − 1× Eva
- 1959 : Der König ist tot (TV)
- 1959 : La Vache et le Prisonnier
- 1960 : Je ne voulais pas être un nazi
- 1960 : Le Passage du Rhin
- 1960 : La Révolte des esclaves
- 1961 : Le Dernier Convoi
- 1961 : Das Paradies von Pont-l’Évêque (TV)
- 1962 : Gabriel Schillings Flucht (TV)
- 1962 : Tunnel 28
- 1962 : Jeder stirbt für sich allein (TV)
- 1963 : Das große Vorbild (TV)
- 1963 : Das Echo (TV)
- 1963 : Das Glück läuft hinterher
- 1964 : L'Attaque du fourgon postal
- 1964 : Nebelmörder
- 1964 : Le Fantôme de Canterville (TV)
- 1964 : Sicher ist sicher (TV)
- 1965 : Die Schlüssel
- 1965 : Die Herren
- 1966 : La Vengeance de Siegfried
- 1967 : Tragödie in einer Wohnwagenstadt (TV)
- 1967 : Der Tag, an dem die Kinder verschwanden (TV)
- 1968 : Das Schloß
- 1968 : Sommersprossen
- 1968 : Spedition Marcus (TV)
- 1969 : Christoph Kolumbus oder Die Entdeckung Amerikas (TV)
- 1969 : Ein Jahr ohne Sonntag (TV)
- 1970 : Nicht fummeln, Liebling
- 1970 : Miss Molly Mill (série télévisée)
- 1971 : Der Opernball (TV)
- 1971 : Kennzeichen Rosa Nelke (série télévisée)
- 1971 : Der Vereinsmeier (série télévisée)
- 1972 : Was wissen Sie von Titipu?
- 1974 : Drei Männer im Schnee
- 1974 : Der Lord von Barmbeck
- 1975 : Lina Braake fait sauter la banque
- 1975 : Carmina burana
- 1975 : Berlinger
- 1979 : Wehe, wenn Schwarzenbeck kommt
- 1979 : Es begann bei Tiffany (TV)
- 1981 : Heute spielen wir den Boß – Wo geht’s denn hier zum Film?
- 1982 : Les confessions du chevalier d'industrie Felix Krull (série télévisée)
- 1983 : 6 Richtige (série télévisée)
- 1990 : Trautes Heim (série télévisée)
- 1990 : Werner – Beinhart!
- 1996 : Werner – Das muß kesseln!!!
- 1999 : Werner – Volles Rooäää!!!